# 수복지구와 동인접지구의 행정구역에 관한 임시조치법
수복지구와 동인접지구의 행정구역에 관한 임시조치법은 수복지구임시행정조치법을 개편하여 제정한 법률이다.

## 개요
이 법은 수복지구의 행정구역의 차별 대우를 해결하고 38도선 이남에 위치한, 일부 지역이 상실되어 행정구역이 불합리해진 지역에 대한 문제를 해결하기 위해 제정된 법이다.
이 법 시행 전에  장단군 장도면 및 장남면은 북위 38도선 이남 지역이 존재하였고, 수복지구는 백학면에 편입된 상태였다. 장도면의 경우 38선과 휴전선이 모두 지나가는 지역이었는데 북위 38도선 이남의 장도면의 많은 지역은 북한으로 넘어간 반면, 38도선 이북에서 수복한 지역도 있었다. 따라서 38도선 이남 지역중 남한이 계속 차지한 지역은 대한민국이 실효지배하면서도 실제 군 기능을 하지 않는 대한민국의 장단군 장도면으로 되어 있었다. 장남면의 38선 이남지역의 경우 1962년 6월 1일 백연리에 민간인 입주가 허용되었다. 따라서 1962년 당시 대한민국 장단군의 주민은 한국휴전협정에 의해 유엔군이 행정권을 행사하는 자유의 마을과 대한민국이 행정권을 행사하는 장남면 백연리 입주민이 존재하게 되었다. 정부는 이들 지역이 군으로서는 물론 면으로서도 자립할 수 없다고 판단하였다. 철원군 신서면의 경우 당시 6·25전쟁으로 인한 민통선이 설정되었고, 대마리와의 사이에 있던 용담초소에서 민간인 출입을 통제해 철원군과의 교통이 불편했다. 1960년을 기준으로 양구군 북면의 인구는 1387명에 불과했다. 김화군은 인구가 1만 5천명에 불과하였고, 주민의 반대에도 불구하고 수복 후에 재설치하는 조건으로 편입시켰다. 그리고 속초시를 설치하면서 속초시 이북에 위치한 2개 면을 고성군으로 되돌렸으며 파주군 적성면 늘목리를 연천군 전곡면에 편입하였고 38선 이남인 현남면을 양양군의 관할로 되돌렸다.

## 개정
민통선 이북 지역에 대한 민간인 입주가 진행되면서, 평강군 남면 일부(정연리)가 휴전선 이남인데도 이 법에 따른 행정구역이 지정되지 않은 문제가 발생하였다. 이에 따라 평강군 남면 일부를 철원군 갈말면으로 편입시켰다. 그리고 실제로는 일부 수복한 지역인데 수복지구법에서 수복 처리가 되지 않은 내문면과 북면 또한 철원읍에 병합시켰다. 그리고 군내면을 파주군 임진면에 병합시킨다는 조항을 경기도 파주군의 관할구역에 전 장단군의 장단면, 군내면, 진서면, 진동면을 편입한다.로 개정하여, 장단면, 진서면, 진동면 또한 파주군의 관할에 편입시키고, 군내면을 명목상의 면으로 복구하였다.
경기도 파주군 장단면, 군내면, 진서면, 진동면의 면장은 당해 면관할구역안에 주민이 상주하게 될 때 임용한다고 규정했다. 1973년 8월 군내면 백연리에 통일촌이 조성되었으나 실제 파주군 군내면장이 임용되지는 않았고, 대신 1979년부터 장단출장소가 설치해 이들 지역을 관할하다가 2021년 7월 1일 장단출장소 폐지 및 행정면 장단면 설치되었다.
현재 개풍군 중면 동강리 일부는 여전히 개정에서 누락되어 지자체가 없는 공백상태이다.

## 이후
얼마 뒤 대통령령 제6542호 시·군·구·읍·면의관할구역변경에관한규정에 따라 해안면은 해방 당시의 행정구역인 양구군으로 되돌려졌고, 1983년에 복원되었다. 1973년 7월 이때 고성군 장천리와 사천리는 속초시로 편입되었다. 장남면은 1989년에 연천군의 면으로 복구되었다.